# (34027) 2000 OL25
2000 OL25 (asteroide 34027) é um asteroide da cintura principal. Possui uma excentricidade de 0.05519340 e uma inclinação de 2.12237º.
Este asteroide foi descoberto no dia 23 de julho de 2000 por LINEAR em Socorro.